# Vinicka, Prijepolje
Vinicka (izvirno srbsko Виницка) je naselje v Srbiji, ki upravno spada pod Občino Prijepolje; slednja pa je del Zlatiborskega upravnega okraja.

## Demografija
V naselju živi 351 polnoletnih prebivalcev, pri čemer je njihova povprečna starost 37,9 let (38,0 pri moških in 37,7 pri ženskah). Naselje ima 133 gospodinjstev, pri čemer je povprečno število članov na gospodinjstvo 3,56.
To naselje je, glede na rezultate popisa iz leta 2002, večinoma srbsko.
|  |

| Demografija | Demografija     | Demografija     |
| Leto        | Št. prebivalcev | Št. prebivalcev |
| ----------- | --------------- | --------------- |
|             |                 |                 |
|             |                 |                 |
|             |                 |                 |
|             |                 |                 |
| 1948        | 261             |                 |
| 1953        | 280             |                 |
| 1961        | 349             |                 |
| 1971        | 397             |                 |
| 1981        | 456             |                 |
| 1991        | 485             | 485             |
| 2002        | 492             | 474             |
|             |                 |                 |

| Etnična sestava po popisu iz leta 2002 | Etnična sestava po popisu iz leta 2002 | Etnična sestava po popisu iz leta 2002 | Etnična sestava po popisu iz leta 2002 | Etnična sestava po popisu iz leta 2002 |
| -------------------------------------- | -------------------------------------- | -------------------------------------- | -------------------------------------- | -------------------------------------- |
| Srbi                                   | Srbi                                   |                                        | 399                                    | 84,17%                                 |
| Bošnjaki                               | Bošnjaki                               |                                        | 61                                     | 12,86%                                 |
| Muslimani                              | Muslimani                              |                                        | 9                                      | 1,89%                                  |
| Črnogorci                              | Črnogorci                              |                                        | 3                                      | 0,63%                                  |
| Hrvati                                 | Hrvati                                 |                                        | 1                                      | 0,21%                                  |
| Rusi                                   | Rusi                                   |                                        | 1                                      | 0,21%                                  |
| Neznano                                | Neznano                                |                                        | 0                                      | 0,0%                                   |